# Joalharia
Joalharia (português europeu) ou joalheria (português brasileiro) é a arte de produção de joias que envolve todos os aparatos ornamentais, tipicamente feitos com gemas e metais preciosos como prata, ouro, platina e paládio. Hoje, porém, com o desenvolvimento do design, a joalharia pode ser feita com praticamente qualquer material, como titânio e nióbio, além de resinas e outros polímeros.

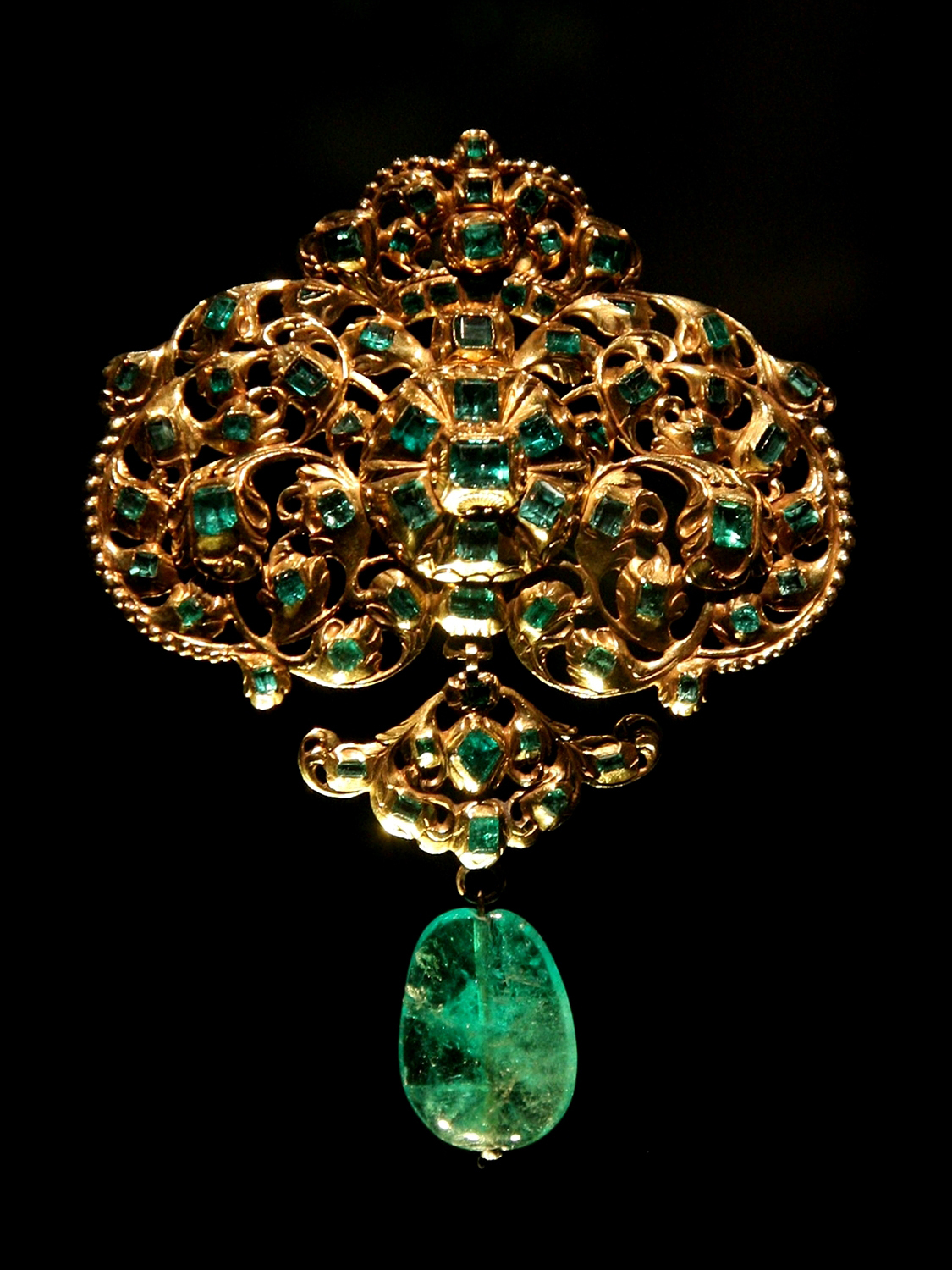
Peça em ouro e esmeralda exposta no Museu Vitória e Alberto.

Os principais produtos produzidos pela joalharia têm forma de anéis, alianças, pulseiras, colares, tiaras, brincos, broches, abotoaduras, medalhas, pingentes e piercings. A criatividade e a busca constante trazem, com frequência, um grande número de novos produtos que, em outros tempos, não poderíamos imaginar encontrar no mundo das joias, tais como: bolsas, cintos, sapatos e soutien de brilhante.
Uma peça de joalharia é qualquer peça feita de materiais finos para decoração própria.

## História
A palavra "joalharia" é derivada da antiga palavra francesa jouel, que foi também anglicanizada por volta do século XIII. Procurando em tempos mais antigos, encontramos, também, a palavra jocale, que significa "objecto de brincar".
A joalharia aparece em todos os períodos da História, desde o alvorecer do Homem. Recentemente, foram encontradas conchas com 100 000 anos que foram transformadas em contas, sendo, assim, as peças mais antigas de joalharia conhecidas. Apesar de, nos primórdios, as peças de joalharia serem criadas para usos mais práticos, como prender peças de roupa juntas, nos tempos mais recentes é usada maioritariamente para decoração.

As primeiras peças de joalharia eram feitas de materiais naturais como ossos e dentes de animais, conchas, madeira e pedras esculpidas. Nesta altura, a joalharia era feita sobretudo para pessoas com uma alta importância para demonstrar estatuto social. Na maioria das vezes, as pessoas eram enterradas com elas.

## Materiais e métodos
Na fabricação de joias os materiais mais usados são pedras preciosas, moedas ou outros itens preciosos que normalmente são encravados em metais preciosos. As ligas de platina variam de 900 (pureza de 90%) a 950 (pureza de 95%). A prata usada em joias é geralmente prata esterlina com pureza de 92,5%.  Uma característica distintiva das joias mais caras é que elas contêm pelo menos 18K. Nas bijuterias às vezes usam acessórios de aço inoxidável.
Outros materiais comumente usados incluem vidro, como vidro fundido ou esmalte; madeira, muitas vezes esculpida ou cinzelada; conchas e outros produtos naturais de origem animal, como osso e marfim; argila natural; argila de polímero; Cânhamo e outros fios também foram usados para criar joias que parecem mais naturais. No entanto, qualquer inclusão de chumbo ou solda de chumbo dá ao British Assay Office (o órgão que marca as joias britânicas com o selo de aprovação ) o direito de destruir o item, mas o Assay Office muito raramente o faz.